# Cee Lo's Magic Moment
Cee Lo's Magic Moment é o quarto álbum de estúdio e o primeiro natalino do artista musical norte-americano Cee Lo Green. Lançado em 29 de outubro de 2012 através da gravadora Elektra Records, subsidiária da Warner Bros., o disco é composto por canções populares do gênero, incluindo "The Christmas Song" e "White Christmas". Na Billboard 200, sua melhor posição foi o vigésimo quinto lugar e estima-se que tenha comercializado 181 mil exemplares nos Estados Unidos.

## Alinhamento de faixas
Todas as canções foram produzidas por Adam Anders e Peer Åström.
| Edição padrão  |                                                            |                                          |         |  |
| N.º            | Título                                                     | Compositor(es)                           | Duração |  |
| 1.             | "What Christmas Means to Me"                               | Anna Gordy Gaye George Gordy Allen Story | 3:17    |  |
| 2.             | "Baby, It's Cold Outside" (com Christina Aguilera)         | Frank Loesser                            | 4:03    |  |
| 3.             | "This Christmas"                                           | Nadine McKinnor Donny Hathaway           | 3:21    |  |
| 4.             | "The Christmas Song"                                       | Mel Tormé Bob Wells                      | 3:50    |  |
| 5.             | "White Christmas"                                          | Irving Berlin                            | 3:10    |  |
| 6.             | "All I Need Is Love" (com The Muppets)                     | Adam Anders Peer Åström Piero Umiliani   | 3:47    |  |
| 7.             | "You're a Mean One, Mr. Grinch" (com Straight No Chaser)   | Albert Hague Theodor Seuss Geisel        | 3:17    |  |
| 8.             | "Please Come Home for Christmas"                           | Charles Brown Gene Redd                  | 3:10    |  |
| 9.             | "Run Rudolph Run"                                          | Johnny Marks Marvin Brodie               | 3:27    |  |
| 10.            | "All I Want for Christmas"                                 | Mariah Carey Walter Afanasieff           | 4:11    |  |
| 11.            | "Mary, Did You Know?"                                      | Buddy Greene Mark Lowry                  | 3:54    |  |
| 12.            | "River"                                                    | Joni Mitchell                            | 4:01    |  |
| 13.            | "Merry Christmas Baby" (com Rod Stewart e Trombone Shorty) | Lou Baxter Johnny Moore                  | 3:51    |  |
| 14.            | "Silent Night"                                             | Joseph Mohr Franz Xaver Gruber           | 4:35    |  |
| Duração total: | Duração total:                                             | Duração total:                           | 51:55   |  |

## Desempenho comercial

### Tabelas musicais
| Tabela musical (2012)               | Melhor posição |
| ----------------------------------- | -------------- |
| Estados Unidos (Billboard 200)      | 25             |
| Estados Unidos (R&B/Hip-Hop Albums) | 4              |
| Estados Unidos (Holiday Albums)     | 6              |

## Histórico de lançamento
| País           | Data                  | Formato(s)           | Gravadora    | Ref.  |
| -------------- | --------------------- | -------------------- | ------------ | ----- |
| Reino Unido    | 29 de outubro de 2012 | CD, download digital | Warner Bros. | [ 6 ] |
| Estados Unidos | 30 de outubro de 2012 | CD, download digital | Elektra      | [ 7 ] |